# Церковь Юррита
Церковь Юррита (исп. Iglesia Yurrita) — католический храм в городе Гватемала, столице одноименной республики, освящённый в честь чудотворного образа Богоматери Скорбящей из Гранады. Интересный и необычный памятник архитектуры первой половины XX века, единственный в своём роде во всей Центральной Америке.
Церковь была построена по обету кофейным плантатором из департамента Сан-Маркос на западе Гватемалы Фелипе Юрритой Кастаньедой, уроженцем города Аревало в Испании. 24 октября 1902 года во время извержения вулкана Санта-Мария поместье Юрриты «Эль Ферроль» оказалось заперто потоками лавы и песка. Семья и работники плантации устроили импровизированный алтарь из мешков с кофе, куда поместили небольшой образ Скорбящей Богоматери, который Фелипе всегда носил с собой. Здесь они молились по чёткам, и во время ектении падение пепла и камней прекратилось.
Люди уцелели, в благодарность за чудесное спасение Юррита дал зарок возвести храм. Строительство началось 18 апреля 1927 года, открытие церкви состоялось 15 июня 1941 года, а через пять месяцев Фелипе Юрриты не стало.
Эклектичный образ церкви, продиктованный исключительно предпочтениями её создателя Фелипе Юрриты, представляет собой удивительное слияние самых разнообразных архитектурных стилей — черты барокко, неоготики, модерна сочетаются здесь с романскими, мавританскими, византийскими элементами. При строительстве использовался камень из разных регионов Гватемалы.
Краснокирпичный главный фасад украшен изогнутым портиком оригинальной формы и фантастической 25-метровой башней с остроконечным шпилем. Крест, венчающий башню, раньше стоял прямо, а покосился он после землетрясения 1976 года.
Деревянный алтарь храма и входные двери также исполнены из различных пород дерева со всех концов Гватемалы. Оконные витражи представляют сцены Крестного пути Иисуса Христа. В интерьере церкви можно видеть мемориальную доску, посвящённую двум мастерам-каменщикам из Сан-Маркоса — Феликсу и Реджиньо Веласкесам, воплотившим в жизнь удивительный замысел Фелипе Юрриты.